# Adaptív optika

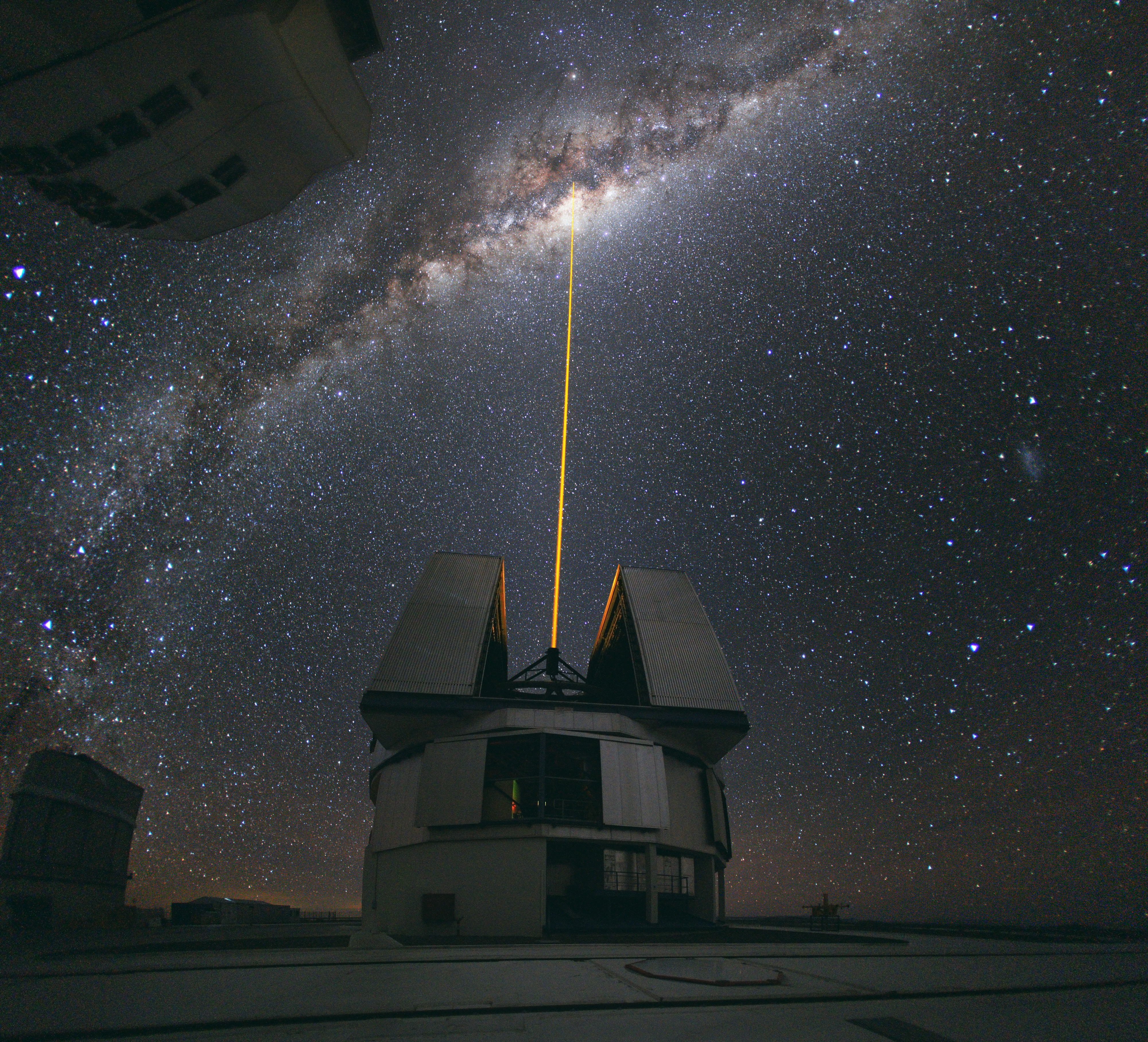

Az adaptív optika egy olyan technológia, amit optikai eszközök teljesítményének növelésére fejlesztettek ki. A teljesítménynövelést a gyorsan változó torzítások ellensúlyozásával érik el. Leginkább csillagászati távcsöveknél, és optikai kommunikációs rendszereknél alkalmazzák.